# Каноза-ді-Пулья
Каноза-ді-Пулья (італ. Canosa di Puglia) — муніципалітет в Італії, у регіоні Апулія, провінція Барлетта-Андрія-Трані. Розташована на відстані близько 310 км на схід від Рима, 70 км на захід від Барі.
1 серпня відбувається щорічний фестиваль. Покровитель — San Sabino.

## Географія

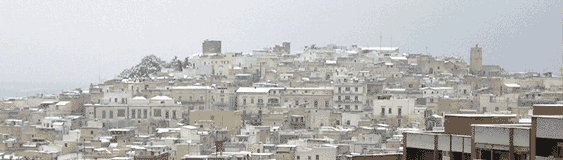
Рідкісний сніг у Канозі-ді-Пулья.

### Територія
Каноза розташована на правому березі річки Офанто (давньоримська назва — Aufidus) і знаходиться приблизно за 20 км від Адріатичного моря. Місто лежить на плато Мурдже, на висоті від 105 до 140 м над рівнем моря. Територія переважно рівнинна. Розташування між озерами Рендіна і Локоне сприяє підвищенню родючості ґрунтів.
Геологічна структура в основному складається з піщаних та глинистих порід, які вкривають шар крихкого жовтувато-білого туфу. Ця особливість зумовила створення підземних гротів (з XIX столітті використовувалися як підвали) та гіпогеів, які розташовані під сучасним центром міста та деякими околицями. Видобутий у процесі розробки туф використовували для зведення наземних споруд. Нині печери і підземні канали покритого карсту створюють ризик просідання ґрунту, пошкодження доріг та навіть обвалу будівель.

## Демографія
Населення — 30 459 осіб (2014).
Населення за роками:

Станом на 1 січня 2023 року в муніципалітеті офіційно проживало 1127 іноземців з 48 країн, серед них 602 громадяни країн Євросоюзу та 35 громадян України.

## Клімат
Каноза має типовий помірний клімат з м’якими весною та осінню, теплим літом та прохолодною зимою.
Мурдже суттєво впливає на мікроклімат та середньомісячну температуру, яка сягає: від 7,7 °C (46 °F) у січні до 24,9 °C (77 °F) у серпні. Середньорічна кількість опадів становить 548 міліметрів (21,6 дюйм), більшість з яких випадає у період з вересня по квітень.
| CANOSA di PUGLIA      | Місяці | Місяці | Місяці | Місяці | Місяці | Місяці | Місяці | Місяці | Місяці | Місяці | Місяці | Місяці | Пора | Пора | Пора | Пора | Рік  |
| CANOSA di PUGLIA      | Січ    | Лют    | Бер    | Кві    | Тра    | Чер    | Лип    | Сер    | Вер    | Жов    | Лис    | Гру    | Зим  | Вес  | Літ  | Осі  | Рік  |
| --------------------- | ------ | ------ | ------ | ------ | ------ | ------ | ------ | ------ | ------ | ------ | ------ | ------ | ---- | ---- | ---- | ---- | ---- |
| Темп. макс. (°C)      | 11.4   | 12.4   | 14.9   | 18.5   | 23.3   | 27.7   | 30.7   | 30.7   | 26.8   | 21.4   | 16.5   | 12.9   | 12.2 | 18.9 | 29.7 | 21.6 | 20.6 |
| Темп. мін. (°C)       | 4.1    | 4.3    | 6.0    | 8.4    | 12.3   | 16.2   | 18.8   | 19.0   | 16.2   | 12.3   | 8.5    | 5.6    | 4.7  | 8.9  | 18   | 12.3 | 11   |
| Опади (мм)            | 52     | 58     | 46     | 43     | 39     | 30     | 22     | 26     | 49     | 61     | 62     | 60     | 170  | 128  | 78   | 172  | 548  |
| Вологість повітря (%) | 76.6   | 75.1   | 73.5   | 71.1   | 68.7   | 64.2   | 60.2   | 61.3   | 68.3   | 74.4   | 76.5   | 77.0   | 76.2 | 71.1 | 61.9 | 73.1 | 70.6 |

## Сусідні муніципалітети
- Андрія
- Барлетта
- Черіньола
- Лавелло
- Мінервіно-Мурдже
- Сан-Фердінандо-ді-Пулья

## Міста-побратими
- Груєць, Польща
- Гринцане-Кавоур, Італія
- Торремаджоре, Італія
- Монтемілоне, Італія
- Черіньола, Італія